# Киселёва, Елена Андреевна
Елена Андреевна Киселёва (1878—1974) — русская и югославская художница, писала преимущественно портреты.

## Биография
Родилась 15 (27) октября 1878 года в Воронеже, дочь математика Андрея Петровича Киселёва (1852—1940). Училась в Воронежской рисовальной школе у Л. Г. Соловьёва, затем окончила с золотой медалью местную Мариинскую гимназию.
В 1896 году поступила на математический факультет Бестужевских курсов в Петербурге, но в 1898 году оставила курсы и поступила в Императорскую Академию художеств.
С 1900 года Киселёва занималась в мастерской И. Е. Репина, в 1903 году была привлечена им к работе над диорамой «Ассамблея при Петре I» (совместно с Е. М. Малешевской, к 200-летию Петербурга). В 1907 году Киселёва получила звание художника и заграничное пенсионерство за картину «Невесты. Троицын день». В 1908—1910 годах жила в Париже, посещала академию Р. Жюльена; в 1911 году путешествовала по Италии.
Участвовала в российских выставках: отчётных академических (1904, 1907), Весенних в залах ИАХ (1906, 1907, 1909, 1910), Нового общества художников (1906, 1910, 1912/1913), МТХ (1911), СРХ (1910—1917), «Современный русский женский портрет»), а также в международных в Мюнхене (1909) и Риме (1911). В 1910 году первой из женщин стала членом Общества архитекторов-художников. Неоднократно получала премии конкурса им. А. И. Куинджи.
После Октябрьской революции, в 1917—1920 годах, жила в Одессе. В феврале 1920 года эмигрировала в Королевство СХС, где её новый муж получил работу в Белградском университете. В 1926 году они получили югославское подданство. Семья была обеспеченной, жила в собственном особняке.

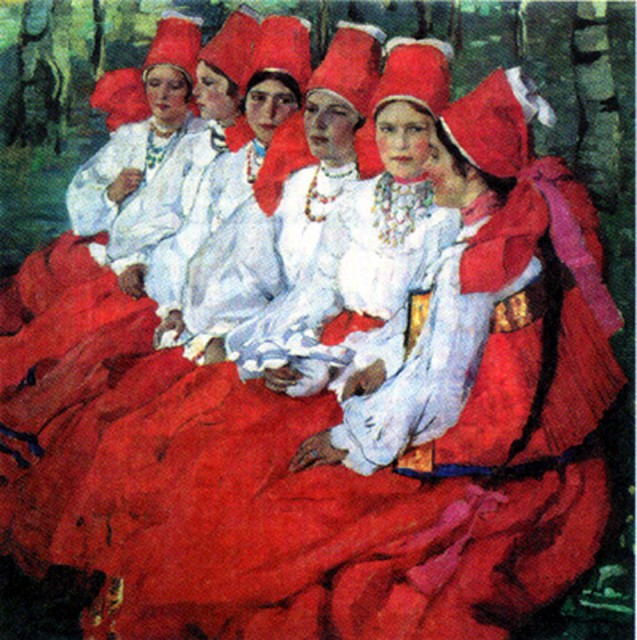
Елена Киселёва. «Невесты. Троицын день» (1907)

В 1920—1930 годы Киселёва продолжала изредка писать портреты, городские и сельские пейзажи, а также декоративные панно и иконы. Была участницей выставок в Белграде: Общества русских художников в Королевстве СХС (1928), Большой выставке русского искусства (1930), Русского художественного общества (1933); ретроспективной выставки русской живописи в Праге (1935).
В годы Второй мировой войны (1942) её единственный сын с женой были арестованы и отправлены в немецкий концлагерь. В 1944 году, вскоре после возвращения из лагеря, сын умер. Написав «Портрет сына на смертном одре», Елена Андреевна Киселёва навсегда оставила занятия искусством.
Умерла 8 июля 1974 года в Белграде. По её завещанию, «Портрет сына на смертном одре» сожгли во время кремации.

### Личная жизнь
- В 1905—1908 годах Киселёва состояла в браке с Н. Чёрным-Перевертанным[4] — сыном председателя Воронежского городского суда.
- Живя в Одессе, стала женой профессора механики, позже — ректора Новороссийского университета Антона Дмитриевича Билимовича (1879—1970). В мае 1917 года у них родился сын Арсений (умер в 1944).

## Память
- В середине 1960-х годов воронежские искусствоведы завязали с Е. А. Киселёвой переписку и в 1969 году в Воронеже состоялась выставка 50 её работ, приуроченная к 90-летию Киселёвой. Воронежский художественный музей приобрёл ряд работ из частных собраний и несколько картин получил от художницы в дар. В 1974 году в музее был организован отдельный зал, где экспонировалось около 30 работ Киселёвой[5].
- C 17 декабря 2016 года по 12 марта 2017 года, в Музее русского импрессионизма прошла первая в Москве выставка-ретроспектива Елены Киселёвой «Элегантный век»[6].